# Zeche Kinderberg
Die Zeche Kinderberg ist ein ehemaliges Steinkohlenbergwerk in Mülheim-Eppinghofen. Das Bergwerk war auch unter dem Namen Zeche Kinderbergwerk bekannt. Der Name des Bergwerks wird abgeleitet vom Flöz Kinderberg. Eine weitere Herkunft des Namens lässt sich aus der zur damaligen Zeit üblichen Kinderarbeit im Bergbau ableiten. Das Bergwerk hat eine über 130-jährige Geschichte. Es gehörte zum Herrschaftsgebiet der Herrschaft Broich.

## Bergwerksgeschichte
Im Zeitraum zwischen dem Ende des 17. Jahrhunderts und 1730 betrieb die Zeche zusammen mit den Zechen Wiesche, Leybank und Sellerbecker Stolln einen Förderstollen zur Ruhr. Im Jahr 1730 war der Große Stollen abgebaut und das Bergwerk betrieb bereits Unterwerksbau. Nachdem das Bergwerk schon eine längere Zeit bestanden hatte, plante man, von der Ruhr aus einen neuen Stollen aufzufahren. Der Stollen sollte in östlicher Richtung bis in das Stift Essen aufgefahren werden. Im Jahr 1783 wurde in Kooperation mit den Zechen Wiesche und Schökenbank nach weiteren Kohlenvorräten gesucht. Im Jahr 1810 wurde mit einem Stollen und einem Gesenk Abbau betrieben. Ab Februar des Jahres 1813 war das Bergwerk wieder außer Betrieb. In diesem Jahr waren sechs Bergleute auf dem Bergwerk angelegt. Ab März des Jahres 1818 wurden Aufwältigungsarbeiten getätigt und der Betrieb wurde versuchsweise wieder aufgenommen. Im darauffolgenden Jahr wurde wieder Unterwerksbau betrieben. Im Jahr 1821 wurde in alten Kohlenpfeilern, die vom vorangegangenen Bergbau stehengelassen worden waren, Abbau betrieben. Im Jahr 1823 wurde weiter Abbau betrieben. Im Jahr 1833 war das Bergwerk in Betrieb, ob irgendwelcher Abbau betrieben wurde, ist nicht ersichtlich. Im Jahr 1837 wurde das Flöz Kinderberg durch den Wiescher Erbstollen gelöst. Nach diesem Jahr wird das Bergwerk für viele Jahre nicht mehr in den Unterlagen erwähnt. Im ersten Halbjahr des Jahres 1861 wurde ein vier Lachter tiefer Schacht geteuft. Danach gibt es keine weiteren Angaben über die Zeche Kinderberg.